# Serpe

Representação medieval de um dragão na História de São Jorge e o dragão, de Paolo Uccello. Atualmente esta figura é geralmente chamada "Serpe"

Uma serpe ou guivra ([ˈsεɾpɪ], [ˈsεɾpə] ou também [ˈɡɪvɾa]. em inglês: wyvern ou wiverne; pronúncia em inglês: [ˈwaɪvəɹn], derivada da palavra francesa wivre, "víbora"), é todo réptil alado de duas patas semelhante a um dragão, e frequentemente uma cauda pontiaguda no qual dita ser um ferrão venenoso em forma de lança.
A serpe, nas suas mais variadas formas, é bastante representada na heráldica medieval, aparecendo frequentemente como mascote de escolas e equipas desportivas (principalmente nos Estados Unidos, Reino Unido e Canadá). É também uma criatura popular na literatura europeia, em videojogos e na fantasia moderna. Ao contrário dos dragões de quatro patas, na heráldica e no folclore, a serpe raramente cuspia fogo.

## Etimologia
A atual grafia em inglês, wyvern, não é atestada antes do século XVII como "dragão alado de dois pés". De acordo com o Oxford English Dictionary, é uma alteração ao inglês médio wyver (século XIII), derivando do anglo-francês wivre (em francês: guivre ou vouivre), que se originam do latim vīpera, que significa "víbora", "colubridae" ou "áspide". Por outro lado, o medievalista William Sayers propõe uma origem mais complexa para o termo. William observa que o guivre anglo-francês e o seu derivado em inglês médio deixaram de reter o sentido original de "cobra venenosa" depois do termo latino ter sido reintroduzido no latim medieval, libertando-os para assumir um significado alternativo.:460 Aduzindo outro significado de wiver (desta vez em inglês antigo) e guivre, "dardo leve",:461 e observando semelhanças parciais entre o tamanho e a forma entre dardos e cobras,:462 mais o uso crescente, na era medieval posterior, de armadura pesada e uso decrescente de dardos leves, William propõe que os conceitos de "cobra venenosa" e "dardo leve" foram fundidos para produzir um novo termo, para um conceito anteriormente inimaginável, de cobra-voadora, uma espécie de dragão.:463

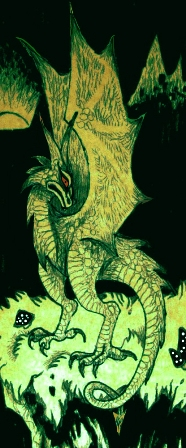
Representação ilustrativa da serpe

## História

Acredita-se que uma serpe dourada tenha sido o símbolo do reino medieval de Wessex

O desenho da serpe é considerado, por alguns historiadores, ter sido derivado da figura do dragão usado pelas legiões de Trajano na Dácia. Pode também ser a origem do dragão vermelho do País de Gales e do dragão dourado do Reino de Wessex, usado na Batalha de Burford em 752 d.C.
A utilização de dragões para representar o País de Gales remonta a séculos; como visto na "Historia Regum Britanniae" de Godofredo de Monmouth, ao retratar a profecia de Merlin, em que o dragão vermelho do País de Gales derrota o dragão anglo-saxão branco e em que são vistos com duas patas em vez das quatro patas que o dragão galês atual possui. Desde o século IV, os reis e príncipes galeses carregam consigo a representação de um dragão, onde cada governante muda a aparência de uma serpe para um dragão de quatro patas.
O conceito de cobras aladas é comum em culturas ao redor do Mediterrâneo, com um exemplo notável a ser a deusa egípcia Uto. As criaturas mais antigas chamadas de "dragões alados" são os corcéis da carruagem de Hélio , que ajudam Medeia.

## Distinção de dragões

Dragão héraldico (ou Serpe)

Na maioria das línguas, culturas e contextos, nenhuma distinção é feita entre serpes e dragões. Desde o século XVI, na heráldica inglesa, escocesa e irlandesa, a principal diferença entre ambos é que uma serpe tem duas patas, enquanto um dragão tem quatro. Esta distinção não é comummente observada na heráldica de outros países europeus, onde criaturas parecidas com dragões de duas patas são chamadas de dragões.

## Na fantasia moderna
No género de fantasia moderno, há pouca diferenciação entre dragões e serpes, com criaturas mágicas reptilianas de duas patas a provavelmente também serem chamadas de "dragões", sem qualquer diferenciação entre os tipos. Serpes, quando presentes como criaturas distintas de dragões, tendem a não parecer tão mágicas e mais como feras perigosas: menores, mais fracos e menos inteligentes do que os dragões. Enquanto um dragão de fantasia geralmente tem um sopro, como o fogo, as serpes raramente têm tais habilidades e são mais temidos pela sua ferocidade e pelos dentes e garras afiados. Por vezes, também são associados a veneno, seja na forma de presas venenosas, pela presença de uma farpa na cauda, ou pelo hálito venenoso, mas essa característica não é universalmente representada e pode ser uma adição mais recente à tradição baseada no monstro-de-gila.
A serpe aparece frequentemente na ficção de fantasia moderna, embora as suas primeiras aparições literárias possam ter sido em bestiários medievais.

## Na heráldica
A serpe é uma frequente figura na heráldica e vexilologia inglesas, também ocasionalmente aparecendo como um suporte ou timbre.

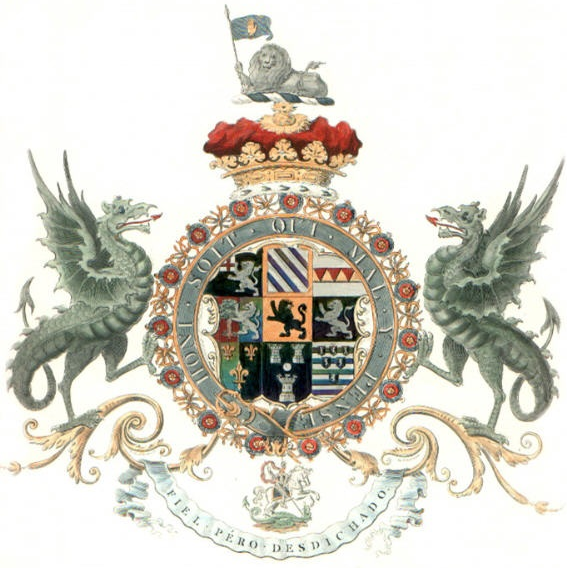
Serpes a suportar o brasão de John Churchill, 1.º Duque de Marlborough

Uma serpe é tipicamente retratada a descansar sobre as suas patas e cauda, mas pode ser retratada com as garras no ar e apenas sustentada pela cauda. Ocasionalmente, uma serpe pode ser retratada sem asas e com uma cauda agulhada.
Uma serpe branca (Argento) formou o brasão da vila de Leicester conforme registado na visitação heráldica de Leicestershire em 1619: "Uma serpe sem pernas argênteas salpicada de feridas gules, asas expandidas arminho." O termo "sem pernas" pode não significar que as suas pernas não estavam representadas, mas escondidas ou dobradas sob. Tal foi adotado pela Midland Railway em 1845, quando se tornou a parte do seu brasão de armas não oficial. A empresa afirmou que a "serpe era o padrão do Reino da Mércia", e que também era "um quartel nos braços da cidade de Leicester". No entanto, em 1897, a Railway Magazine notou que parecia "não haver fundamento de que a serpe estivesse associada ao Reino da Mércia". A serpe tem sido associado a Leicester desde a época de Thomas (segundo conde de Lancaster e Leicester (c. 1278–1322)), o senhor mais poderoso de Midlands, que o usava como o seu brasão pessoal.
Uma serpe verde ergue-se no emblema da antiga e histórica cidade da Úmbria de Terni, o dragão é chamado pelos cidadãos com o nome de Thyrus. Uma serpe zibelina num fundo branco com asas endossadas, forma o brasão de armas da família Tilley.
Os braços da Venerável Sociedade dos Boticários (Worshipful Society of Apothecaries) representam uma serpe, simbolizando a doença, tendo sido vencida por Apolo, simbolizando a medicina.

## Como logótipo ou mascote

Serpes presentes no emblema do clube de futebol inglês Leyton Orient F.C.

A serpe também é um logótipo comercial ou mascote bastante popular, especialmente no País de Gales e no que outrora foi o Reino de West Country de Wessex, mas também em regiões mais distantes como em Herefordshire e Worcestershire, já que os rios Wye e Severn passam por Hereford e Worcester, respectivamente. Uma estação de rádio local anteriormente era chamada de Wyvern FM. A Vauxhall Motors teve um modelo, na década de 1950, chamado Wyvern. A Westland Wyvern foi uma aeronave britânica de ataque multifunções, baseada em porta-aviões de assento único, construída pela Westland Aircraft e que serviu na década de 1950. Esta aeronave esteve em serviço ativo na Crise de Suez de 1956.
A serpe é uma mascote frequente em equipas desportivas, faculdades e universidades, principalmente no Reino Unido e nos Estados Unidos. É também a mascote da equipa SSG Landers, fundada em 2000, que participa na KBO League, da King's College, na Universidade de Queensland, e da equipa japonesa de basquetebol, Passlab Yamagata Wyverns que participa na B. League do Japão.
Também é a mascote do 51º Esquadrão de Apoio a Operações da Base Aérea de Osan, com o lema: "breathin' fire!" (em português: "respirando fogo!")
Uma serpe está representada no brasão da unidade da 31ª Asa de Caça da USAF. É também apresentada no símbolo dos clubes de ambas as equipas inglesas Leyton Orient F.C. e Carlisle United F.C.. É ainda a mascote da equipa do Woodbridge College em Woodbridge, em Ontário, no Canadá e do Quinsigamond Community College em Worcester, Massachusetts.
Os logótipos tanto do LLVM, o projeto de infraestrutura do compilador, como também do fabricante de chocolate suíço Lindt são serpes.
Para além disso, é o apelido de uma aeronave fictícia da série Ace Combat: o X-02 Wyvern.

## Exemplos

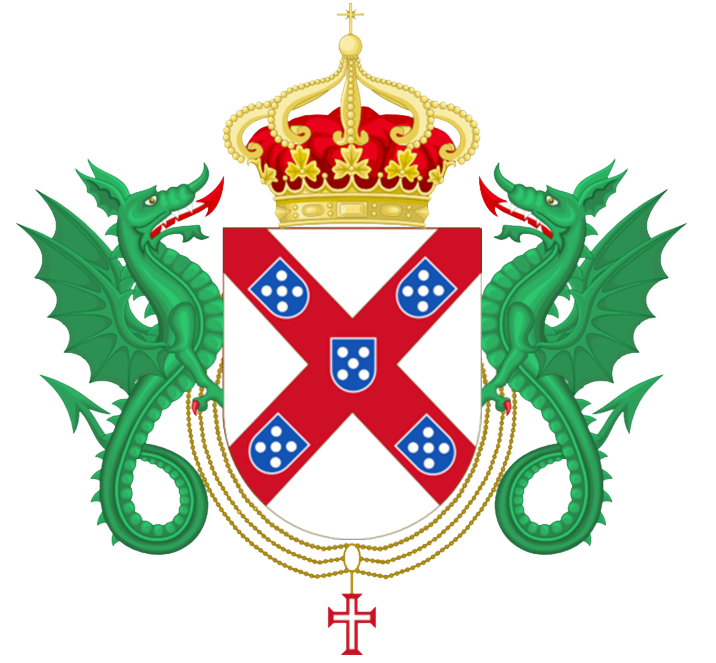
Serpes como suportes do brasão da portuguesa Casa de Bragança.
O brasão de Catarina de Bragança, rainha consorte de Inglaterra, Escócia e Irlanda, e princesa de Portugal, combinam como suportes a serpe vert de Portugal e o leão coroado de Inglaterra.
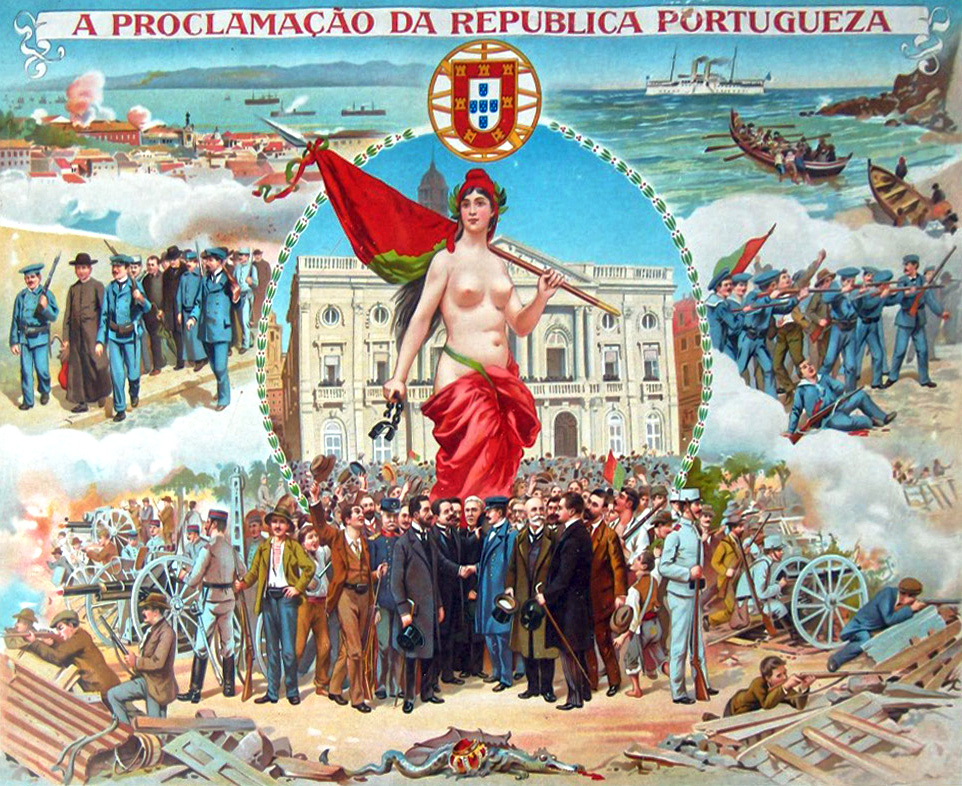
Na ilustração comemorativa da Proclamação da República Portuguesa, a serpe real abatida é vista perto do fundo e simboliza a queda da monarquia portuguesa.
Brasão de Sofia, Duquesa de Edimburgo.
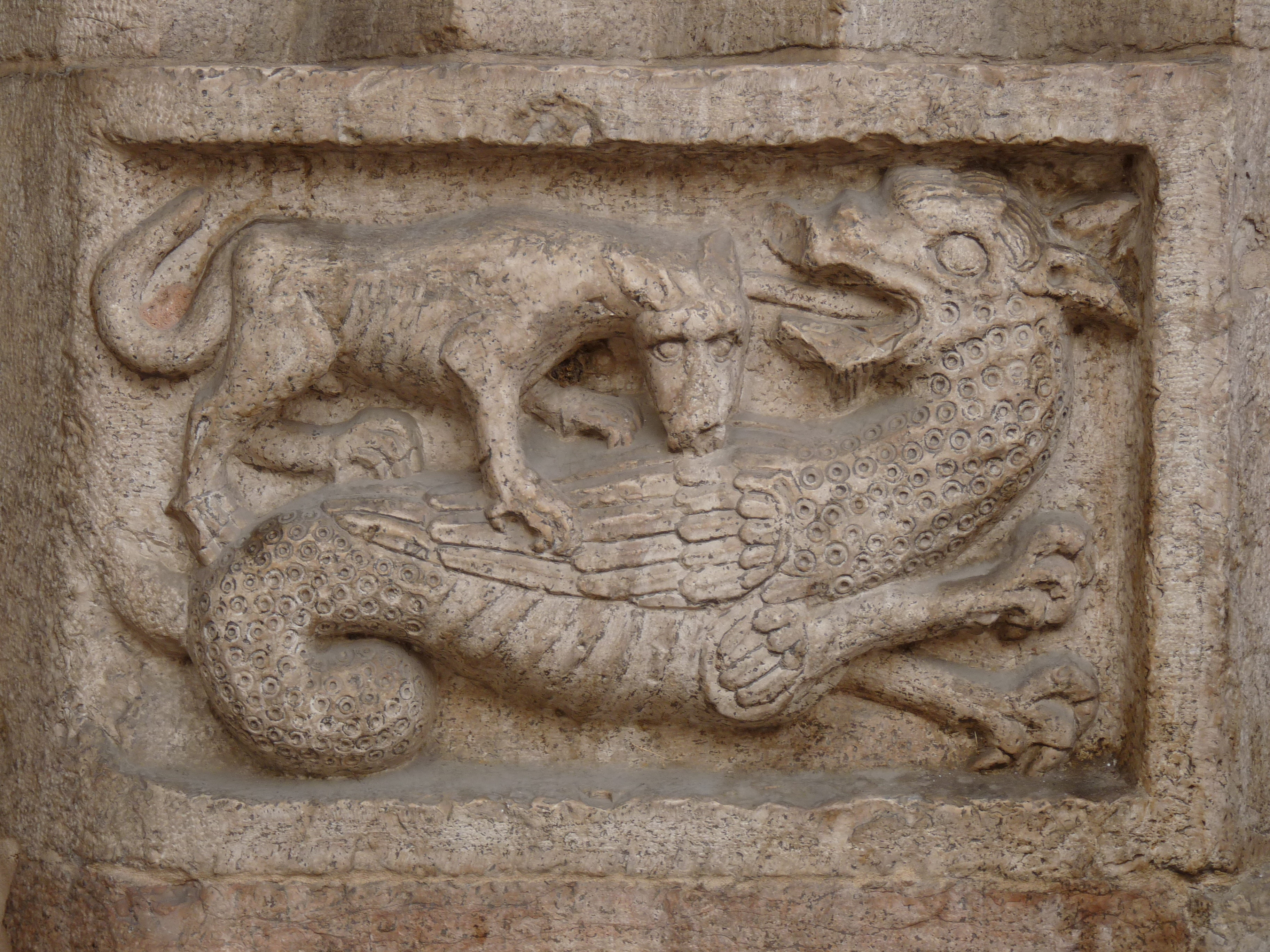
Uma serpe a lutar com um lobo, relevo, Catedral de Trento, Itália.
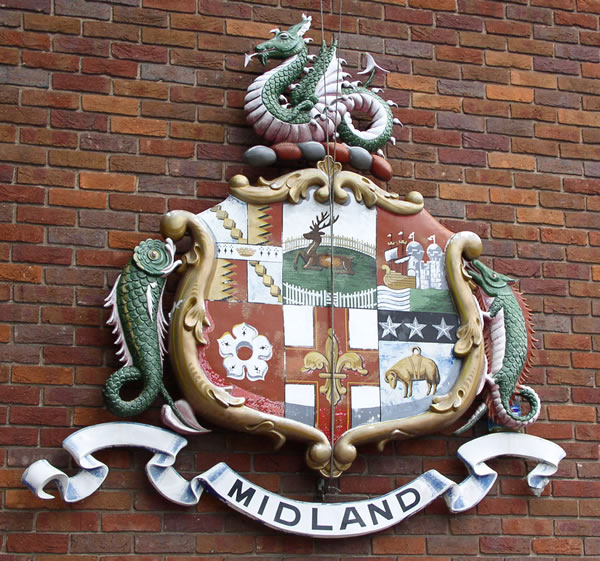
Brasão de Midland Railway na estação de Derby, exibindo no topo uma serpe sem pernas.
Brasão municipal Stjørdal, Noruega.
43ª (Wessex) Insígnia da Divisão de Infantaria (Segunda Guerra Mundial).
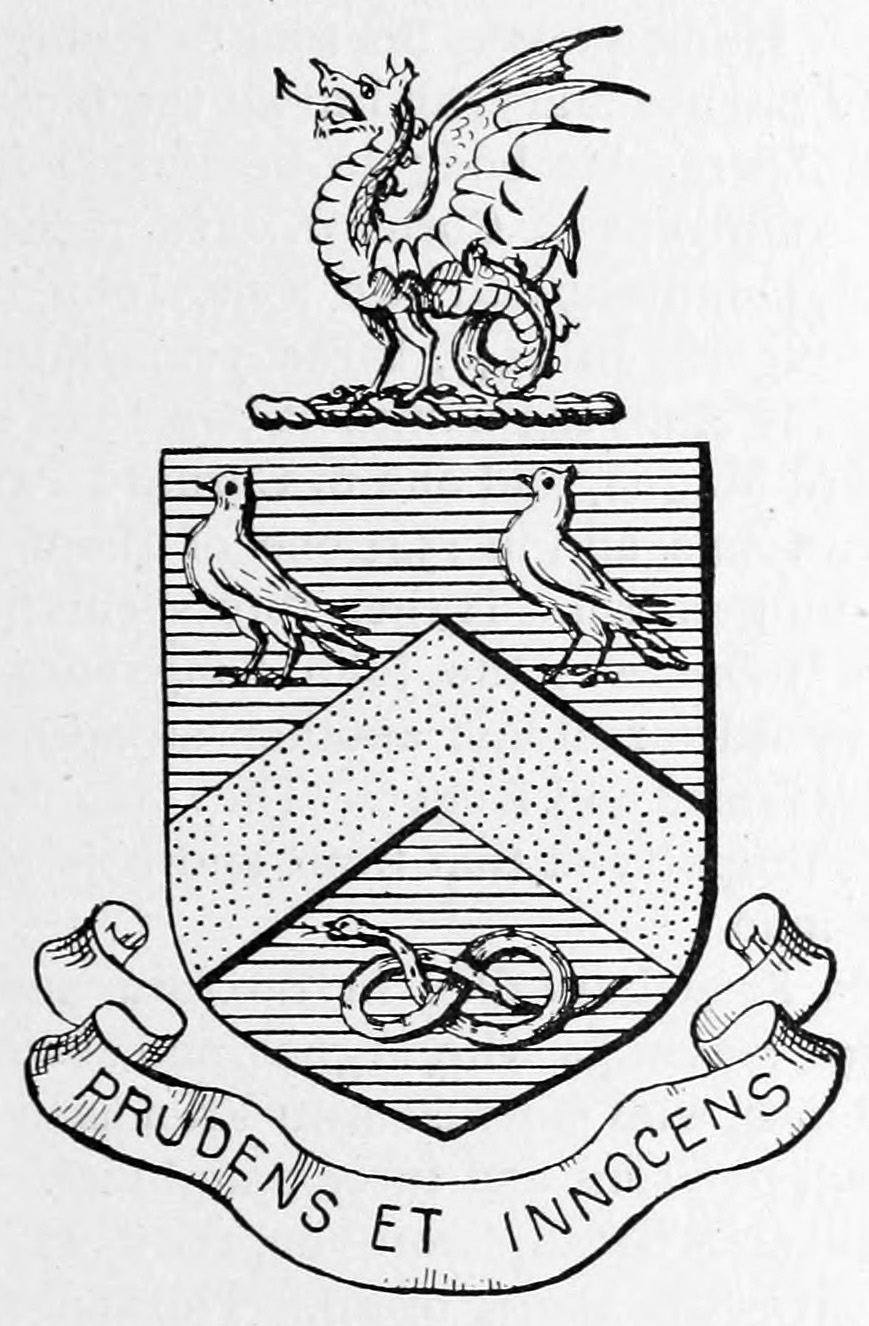
Serpe no topo do brasão de Dr. Thomas Kingsbury, membro do King and Queen's College of Physicians, Irlanda (1742).
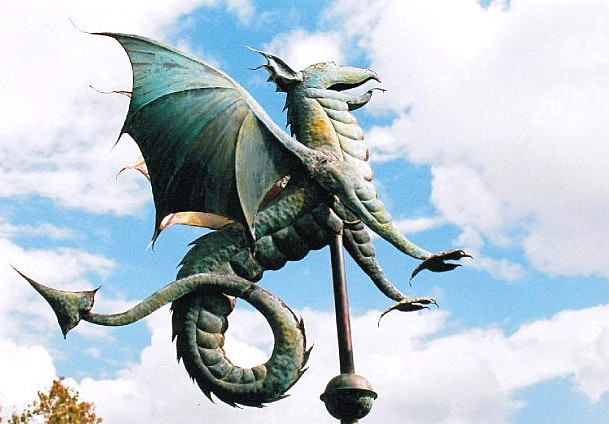
Cata-vento em forma de serpe.
A 3ª Divisão de Infantaria do Exército dos EUA tem uma serpe no seu brasão. A insígnia é usada como um brasão da unidade pelos membros do comando da divisão.
A bandeira do antigo Ducado da Masóvia.
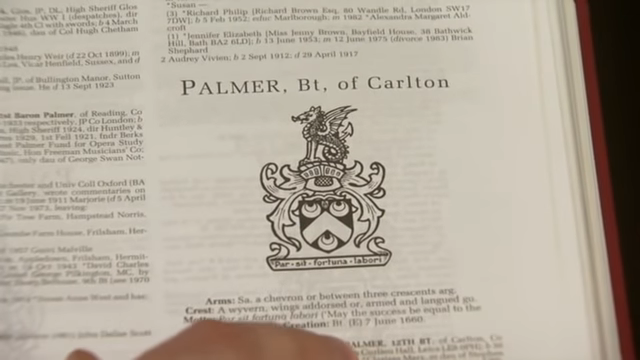
Com uma serpe no topo do brasão da família de Palmer, Bt, de Carlton, em Burke's Peerage & Baronetage (provável edição de 1999), com o lema "Par sit fortuna labori" (que o sucesso seja igual ao trabalho).
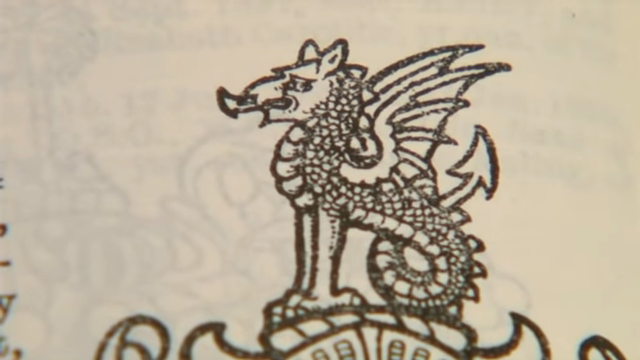
Detalhe da serpe no topo do brasão de Palmer.
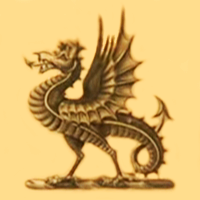
Parte de etiqueta de papel removida do verso de uma pintura restaurada entre 1820 e 1888 apresentava o símbolo de uma serpe com o lema "Par sit fortuna labori" (que o sucesso seja igual ao trabalho), slogan das famílias Buchanan, Lowman, e Palmer, dos quais apenas Palmer tem uma serpe no brasão da sua família, de acordo com Burke's Peerage & Baronetage - todos no programa da BBC "Fake Or Fortune" T02E03 Anthony van Dyck.